# 丰田Yaris Cross
丰田Yaris Cross（日语： Toyota Yarisu Kurosu）是日本丰田汽车生产的次緊湊型跨界SUV，最初面市的是2020年推出，基於TNGA平台打造的日歐規車型，後在2023年發行採用DNGA平台的亞太規（供應新興市場）車型，兩款車是分別為不同的市場定位開發，除同名外已是整體相異的車款。

## XP210型（日歐規，2020年 - ）
主要面向日本、欧洲和澳大利亚市场。
它基于TNGA（GA-B）平台的XP210系Yaris，在丰田的跨界SUV阵容中被定位在雷泽（Raize）和C-HR之间。
它取代了日本/欧洲市场的Ist/Urban Cruiser 。
Yaris Cross的设计是丰田欧洲工作室和丰田日本工作室之间的合作作品。
Yaris Cross原计划在2020年日内瓦车展上亮相，
但由于COVID-19大流行，车展被取消。
丰田随后在2020年4月23日发布了Yaris Cross的首批图片和规格。
该车型于2020年9月在日本上市，2020年11月在澳大利亚上市，并计划于2021年中在欧洲上市，
它将在日本岩手县金崎町的丰田东日本公司和法国奥南的丰田法国与标准Yaris在同一工厂生产。
轴距与欧洲市场的Yaris相同，但离地间隙比标准雅力士增加了30毫米（1.2英寸）。

### 图集

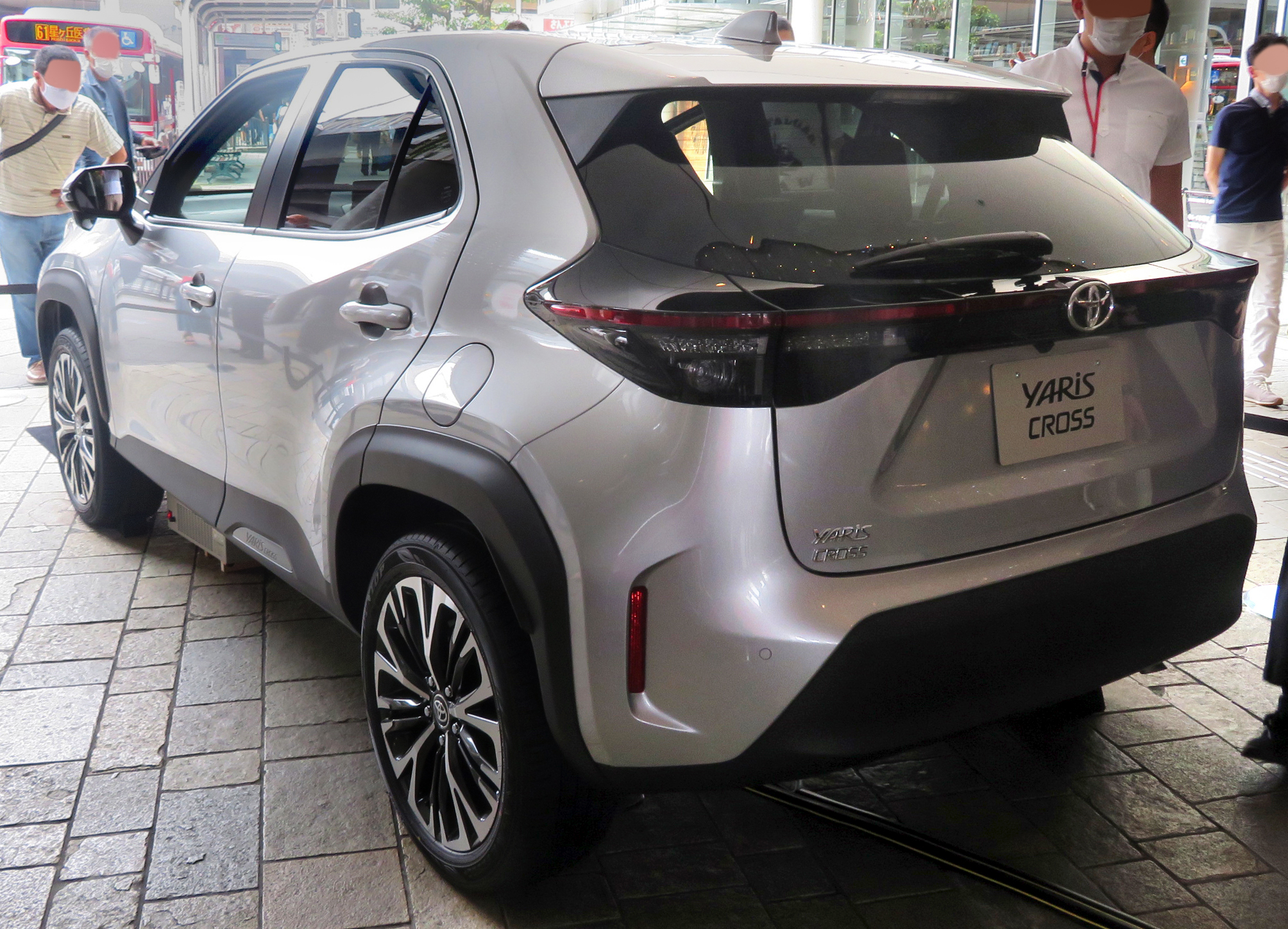
2020 Yaris Cross Z (MXPB10, 日版)
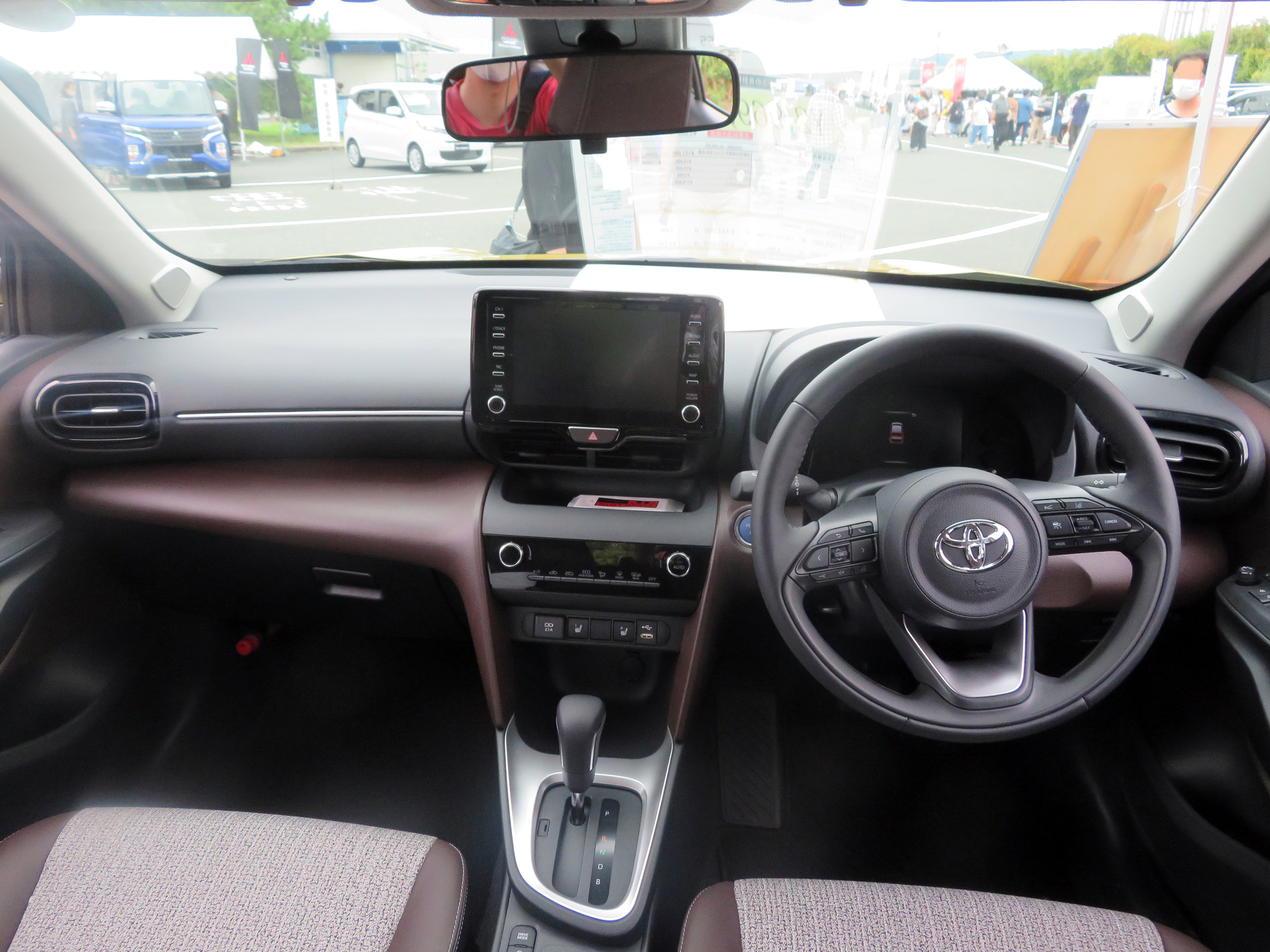
内饰

## AC200型（亞太規，2023年 - ）

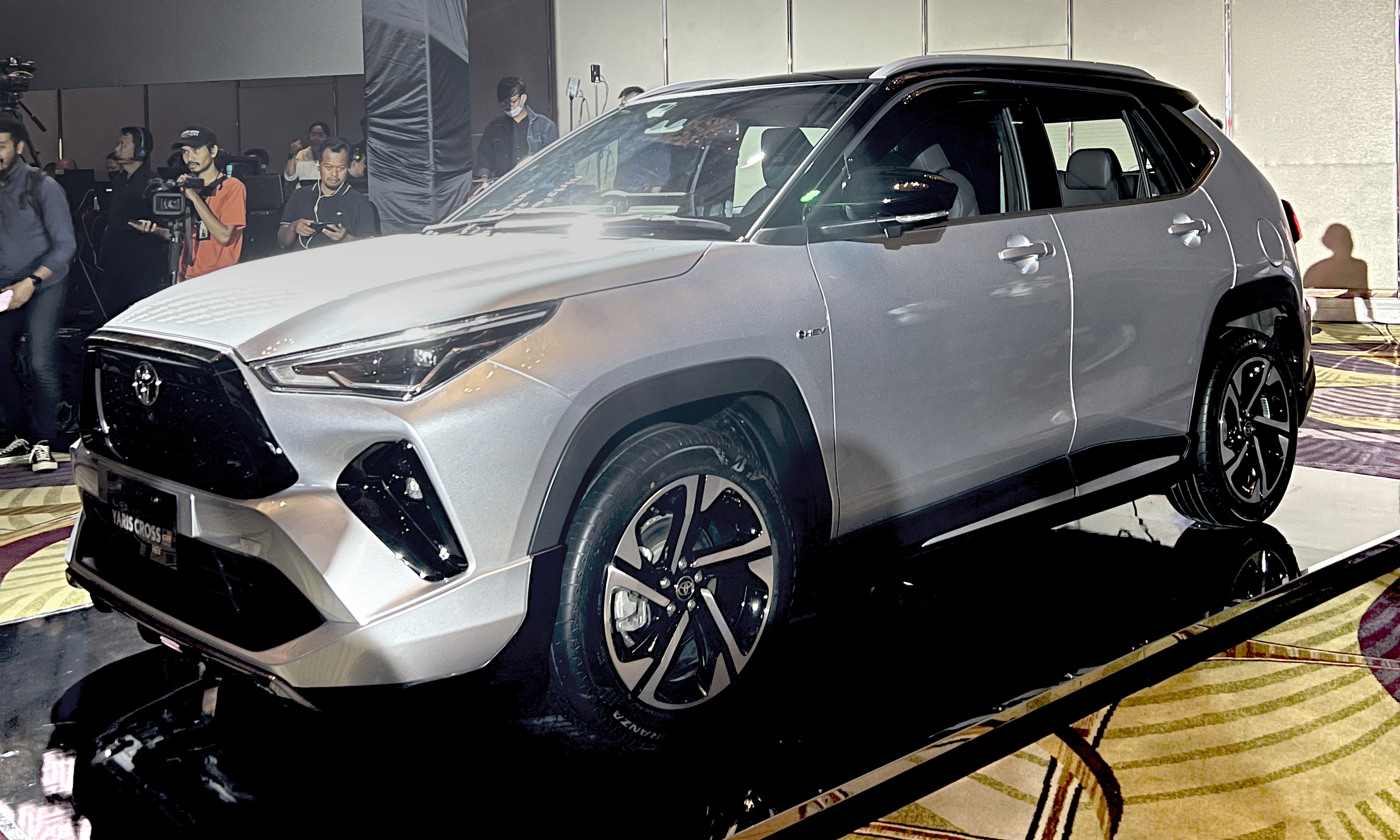
Yaris Cross（印尼式樣）

亞太規格的Yaris Cross，主要面向東南亞和台灣市場，2023年5月15日於印尼首度發表。採用大發DNGA平台開發，與上述XP210車型為完全不同的車款。總長4,310毫米，寬1,770毫米，高1,615毫米，軸距2,620毫米，較XP210型長130毫米。提供1.5升雙VVT-i四缸汽油和混合動力引擎選項。
台灣於2023年9月底正式上市，車身尺碼為4310×1770x1665mm，軸距達2620mm，全車系搭配EPB電子駐車煞車系統與Auto Hold電子定車煞車系統、6SRS氣囊及Toyota Safety Sense安全系統，但全車系僅提供1.5升四缸汽油引擎搭配。

## 其他
在海外市場，早有基於亞太規豐田Yaris掀背車修改而來的同名Crossover車型，例如南非在2018年推出的Yaris Cross；以及2019年由臺灣國瑞汽車操刀的Yaris Crossover，其車尾銘牌也是用Yaris Cross書寫。